# 루콜라
루콜라(이탈리아어: rucola, 학명: Eruca vesicaria 에루카 베시카리아[*])는 배추과의 한해살이풀이다.

## 사용
주로 샐러드로 만들어 먹는다. 익히지 않았을 경우 약간의 매운맛과 쓴 맛이 나지만 가열하면 사라진다. 이탈리아에서 피자에 올리는 재료로 흔하게 사용되며, 고기 요리나 파스타에 곁들이기도 한다.

## 분포
아시아, 아프리카, 유럽이 원산지이다. 동아시아(중국), 중앙아시아(몽골, 투르크메니스탄), 남아시아(파키스탄), 서아시아(레바논, 시리아, 아프가니스탄, 이란, 이스라엘, 키프로스, 터키), 캅카스(다게스탄, 아르메니아, 아제르바이잔), 동유럽(러시아, 우크라이나), 동남유럽(그리스, 루마니아, 불가리아, 세르비아), 남유럽(스페인, 이탈리아, 포르투갈, 프랑스), 북아프리카(리비아, 모로코, 알제리, 이집트, 튀니지), 중앙아프리카(차드)에 분포한다.

## 사진 갤러리

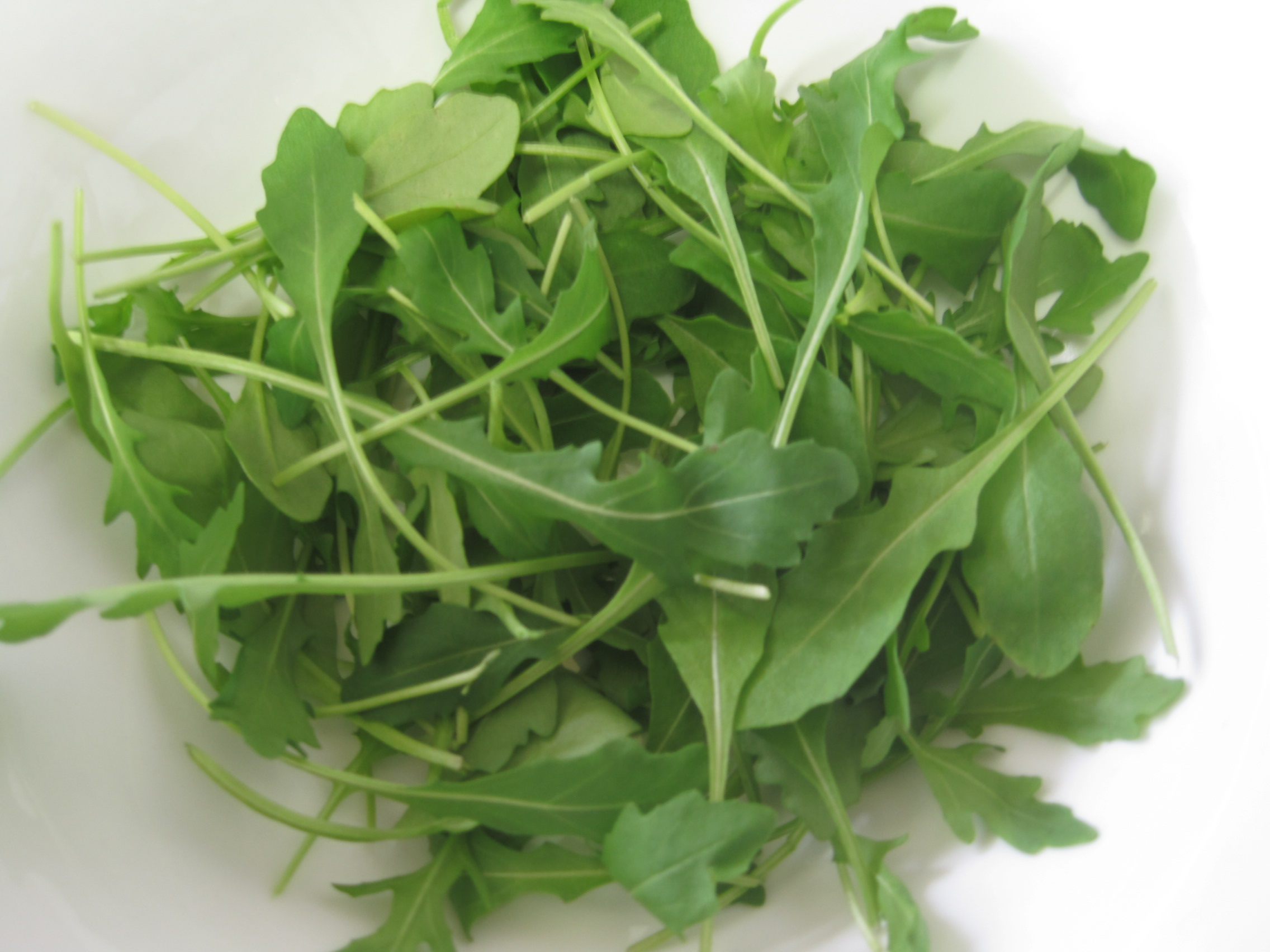
루콜라